# Giunta regionale del Molise
La Giunta regionale del Molise ha sede a Campobasso, presso Palazzo Vitale, in via Genova 11.

## Composizione
| Presidenza | Presidenza           | Presidenza | Presidenza                        | Presidenza             |
| Nome       | Nome                 | Deleghe | Carica                            | Partito                |
| ---------- | -------------------- | --- | --------------------------------- | ---------------------- |
|            | Francesco Roberti    | - Programmazione e politiche comunitarie; - Università ricerca ed innovazione; - Istruzione e formazione professionale; - Bilancio, finanza e patrimonio; - Agenzie e partecipate; - Riforme istituzionali, semplificazione e agenda digitale; - Difesa del suolo; - Protezione civile; - Politiche della Casa; - Rapporti con l'Ente regionale per l'edilizia sociale (ERes e Iacp); - Urbanistica e pianificazione territoriale; - Sport ed impiantistica sportiva; - Pesca produttiva; - Politiche sanitarie; - Tutela dei consumatori. | Presidente della giunta regionale | Forza Italia           |
|            | Andrea Di Lucente    | - Attività produttive, sviluppo economico e internazionalizzazione delle imprese; - Accesso al credito; - Politiche comunitarie e cooperazione internazionale; - Tutela dell'ambiente; - Politiche energetiche; - Politiche delle risorse umane. | Vicepresidente e Assessore        | Forza Italia           |
| Assessori  |                      | |                                   |                        |
| Nome       | Nome                 | Deleghe | Carica                            | Partito                |
|            | Gianluca Cefaratti   | - Bilancio, finanza e patrimonio, politiche del lavoro, politiche sociali, terzo settore, politiche per l'immigrazione; - Politiche per la famiglia, giovanili e di parità, politiche per l'inclusione. | Assessore                         | Il Molise che Vogliamo |
|            | Michele Marone       | - Lavori pubblici; - Viabilità ed Infrastrutture; - Sistema idrico integrato; - Demanio regionale. | Assessore                         | Lega                   |
|            | Angelo Michele Iorio | - Riforme istituzionali; - Coordinamento fondi europei; - PNRR; - Politiche di coesione; - Rapporti con i Ministeri per l'attuazione del piano di rientro sanitario della Regione Molise. | Assessore                         | Fratelli d'Italia      |
|            | Salvatore Micone     | - Transizione digitale; - Politiche agricole e agroalimentari, sviluppo rurale; - Pesca; - Programmazione forestale; - Cultura, sport, turismo e tradizioni, marketing territoriale e sviluppo della montagna. | Assessore                         | Fratelli d'Italia      |

## Composizioni precedenti
| Presidenza | Presidenza        | Presidenza | Presidenza                        | Presidenza            |
| Nome       | Nome              | Deleghe | Carica                            | Partito               |
| ---------- | ----------------- | --- | --------------------------------- | --------------------- |
|            | Donato Toma       | - Programmazione e politiche comunitarie - Cooperazione internazionale - Agenzie e Partecipate - Bilancio Finanze e Patrimonio - Comunicazione - Ricostruzione post-sisma - Protezione Civile - Sanità - Riforme Istituzionali - Rapporti con gli Enti Locali - Politiche delle risorse umane | Presidente della giunta regionale | Forza Italia          |
|            | Vincenzo Cotugno  | - Attività produttive e sviluppo economico - Semplificazione dei processi burocratici - Internazionalizzazione delle imprese - Accesso al credito - Turismo e marketing territoriale - Cultura - Molisani nel mondo                                                                           | Vicepresidente e Assessore        | Orgoglio Molise       |
| Assessori  |                   | |                                   |                       |
| Nome       | Nome              | Deleghe | Carica                            | Partito               |
|            | Nicola Cavaliere  | - Politiche agricole ed agroalimentari - Sviluppo rurale - Programmazione forestale - Caccia e pesca - Pesca produttiva - Tutela dell'ambiente - Difesa del suolo - Politiche energetiche | Assessore                         | Forza Italia          |
|            | Roberto Di Baggio | - Urbanistica e Pianificazione territoriale - Politiche della casa - Housing sociale - Rapporti con l'Ente regionale per l'edilizia sociale (Eres) e gli IACP - Università ricerca ed innovazione - Istruzione e Formazione professionale                                                     | Assessore                         | Forza Italia          |
|            | Vincenzo Niro     | - Lavori pubblici - Viabilità ed Infrastrutture - Sistema idrico integrato - Sport ed impiantistica sportiva - Trasporti e mobilità - Demanio regionale | Assessore                         | Popolari per l'Italia |
|            | Luigi Mazzuto     | - Politiche della famiglia, giovanili e di parità - Politiche del lavoro - Politiche sociali, Terzo settore - Politiche per l'immigrazione - Tutela dei consumatori | Assessore                         | Lega                  |